# 50 funtów izraelskich 1964 10 lat Banku Izraela
50 funtów izraelskich 1964 10 lat Banku Izraela – izraelska moneta kolekcjonerska wybita w złocie w 1964 roku z okazji dziesięciolecia Banku Izraela. Monety z okresu funta zostały wycofane z obiegu w 1980 roku. Moneta wybita poza izraelskimi seriami monet kolekcjonerskich.

## Opis monety
Moneta została wybita z okazji dziesięciolecia Banku Izraela, którego powstanie zaakceptował Kneset w 1954 roku. Do tego roku Izrael nie posiadał instytucji banku centralnego. Jest on instytucją niezależną, odpowiedzialną za stabilność cen, wspieranie działań rządu na płaszczyźnie m.in. zatrudnienia oraz wspierającą stabilność systemu finansowego Izraela.

### Awers
W środku pola monety znajduje się herb Izraela. Nad herbem nominał oraz nazwa waluty „חמישים לירות ישראליות” (50 funtów izraelskich). Pod herbem znajdują się nazwa państwa po angielsku i arabsku (اسرائيل) oraz rok wybicia i emisji wg kalendarza żydowskiego „תשכ"ה” oraz wg kalendarza gregoriańskiego – 1964. Na monetach wybitych stemplem lustrzanym, pod herbem państwa, widnieje znak mennicy „מ”. Awers został zaprojektowany przez Gerda Rothschilda i Ze’ewa Lipmana ze Studia Roli.

### Rewers
Na rewersie, w prawej górnej części monety, przedstawiono dwa rogi obfitości, a pomiędzy nimi owoc granatu. Ma to stanowić odwołanie do monet hasmonejskich. W dolnej prawej części znajduje się napis po hebrajsku „עשר שנים לבנק ישראל” (10 lat Banku Izraela). Rewers został zaprojektowany przez Ja’akowa Cima.

### Pozostałe
Opis:
- Waga: 13,34 g
- Średnica: 27 mm
- Kruszec: Au 917
- Stempel: lustrzany i zwykły
- Liczba wybitych sztuk: 1502 (lustrzana) i 6014 (zwykła)
- Mennica: Swissmint (Berno, Szwajcaria)